# Église Saint-Jean-Baptiste de Beauvais
Pour les articles homonymes, voir Église Saint-Jean-Baptiste.
L'église Saint-Jean-Baptiste de Beauvais est située dans le quartier du plateau Saint-Jean à Beauvais, dans le département de l'Oise. Elle est affiliée à la paroisse bienheureux Frédéric Ozanam de Beauvais-Sud.

## Histoire
L'église Saint-Jean-Baptiste a été construite en 1967 dans le nouveau quartier du Plateau Saint-Jean, au sud de la ville, formé de grands ensembles d'immeubles. Jacques Delaporte, futur archevêque de Cambrai, en est le curé de 1969 à 1971.

## Caractéristiques
La caractéristique essentielle du bâtiment construit en béton est d'avoir une forme ronde. En 2013, un nouveau clocher d'une trentaine de mètres de hauteur a été construit et un parvis aménagé.

## Cloches
En janvier 2013, trois cloches fondues par la Fonderie Cornille-Havard de Villedieu-les-Poêles, dans le département de la Manche sont bénies :
- do 4 - Amélie - 200 kilos environ,
- mi 4 - Liliane - 100 kilos environ,
- sol 4 - Odette - 60 kilos environ.